# 冉庙乡
冉庙乡，是中华人民共和国安徽省阜阳市颍东区下辖的一个乡镇级行政单位。

## 行政区划
冉庙乡下辖以下地区：
冉庙村、张湾村、赵集村、兰堂村、杨堂村、梧樟村和张桥村。